# 한국불교심리치료학회
한국불교심리치료학회(Korean Association of Buddhism and Psychotherapy)는 불교, 심리학, 정신의학 분야의 전문가들이 2007년 만든 대한민국의 학회이다.